# جوش هازلوود
جوش ريجنالد هازلوود ولد يوم 8 جانفي 1991 في (تامورث في نيو ساوث ويلز).وهو لاعب كريكيت أسترالي. إنه لاعب بولينج طويل القامة معروف بدقته وقد تم مقارنته برجل السلام الأسترالي السابق جلين ماكجراث .  يحتل جوش حاليًا المرتبة الأولى في ODI، ورقم 7 في T20I ورقم 15 في الاختبار في تصنيفات اللاعبين الرجاليين في ICC .    لقد كان جزءًا من الفريق الأسترالي الذي فاز بكأس العالم للكريكيت 2015 وكأس العالم T20 للرجال 2021 ICC .